# Брег-при-Коменді
Брег-при-Коменді (словен. Breg pri Komendi) — поселення в общині Коменда, Осреднєсловенський регіон, Словенія. Висота над рівнем моря: 346 м.